# 米爾斯奧查德 (加利福尼亞州)
米爾斯奧查德（英語：Mills Orchard）是位於美國加利福尼亞州格伦縣的一個非建制地區。該地的面積和人口皆未知。

## 地理
米爾斯奧查德的座標為39°44′16″N 122°03′23″W / 39.73778°N 122.05639°W，而該地的平均海拔高度為54米（即177英尺）。